# Deutschtum
Немачки дух је немачки термин који се изједначава са „немачким карактером“. Може се односити на немачки карактер и дух, припадност и чежњу за немачким народом или на целину немачких етничких група које живе у страним земљама. Антизападни концепт романтизованог Deutschtum-а био је важна компонента немачког национализма, када су концепти „Volk” (народ) и „Gemeinschaft” (заједница) доведени до крајности током Трећег рајха.
Овај немачки карактер и дух су Четрдесетосмаши пренели са собом током селидби у Јужну Америку и Северну Америку.